# Consultoria em tecnologia da informação
Na gestão, a consultoria em tecnologia da informação (também chamada de consultoria em TI, consultoria em informática, serviços de negócios e tecnologia, consultoria em computação, consultoria em tecnologia e assessoria em TI ) é um campo de atividade que se concentra em aconselhar as organizações sobre a melhor forma de usar a tecnologia da informação (TI) em alcançar seus objetivos de negócios, mas também pode se referir de forma mais geral à terceirização de TI.
Depois que o proprietário de uma empresa define as necessidades para levar um negócio ao próximo nível, um tomador de decisão definirá o escopo, o custo e o prazo do projeto.  O papel da empresa de consultoria de TI é apoiar e nutrir a empresa desde o início do projeto até o fim, e entregar o projeto não apenas no escopo, tempo e custo, mas também com total satisfação do cliente. 